# Sociedad de Amistad Soviético-Albanesa
La Sociedad de Amistad Soviético-Albanesa (albanés: Shoqëria e miqësisë Shqipëri-Bashkimi Sovjetik, ruso: Общество советско-албанской дружбы) fue una organización establecida en 1945 para facilitar la cooperación cultural entre la Unión Soviética y Albania. Desde su fundación hasta la ruptura soviético-yugoslava en 1948, solo tuvo una influencia limitada en el país debido al control de Yugoslavia sobre la política exterior de Albania. Después de la división, la Sociedad desempeñó un papel importante en la promoción de la cultura y las normas soviéticas en Albania mediante el establecimiento de cursos para enseñar el idioma ruso a los albaneses, la introducción de métodos de trabajo soviéticos en la industria y otros campos, la impartición de conferencias, representaciones artísticas y la distribución de materiales soviéticos y libros en lengua albanesa.
En agosto de 1950 tenía 50.000 miembros, que se elevó a 154.000 al año siguiente. Tuk Jakova fue presidente de la Sociedad, sucedido por Bedri Spahiu en junio de 1951, quien a su vez fue sucedido por Hysni Kapo el 15 de agosto de 1955. La Sociedad quedó inactiva en el lado albanés como resultado de la ruptura soviético-albanesa, pero en la Unión Soviética se hizo gradualmente más activa en la década de 1980 cuando el gobierno soviético buscó restablecer relaciones diplomáticas con Albania, lo que se logró en 1990.